# Kanton Évry-Courcouronnes
Kanton Évry-Courcouronnes is een kanton van het Franse departement Essonne in de regio Île-de-France. Kanton Évry maakt deel uit van het arrondissement Évry en telt 64.593 inwoners in 2018. Het werd gevormd bij decreet van 24 februari 2014 met uitwerking op 22 maart 2015.

## Gemeenten
Het kanton Évry omvatte bij zijn oprichting de volgende gemeenten:
- Évry
- Courcouronnes

Door de samenvoeging op 1 januari 2019 van deze gemeenten tot de fusiegemeente (commune nouvelle) Évry-Courcouronnes omvat het kanton sindsdien enkel deze gemeente. Op 27 februari 2021 werd de naam van het kanton veranderd van Évry naar Évry-Courcouronnes.